# Kauko Nyström
Kauko Nyström (Finlandia, 3 de marzo de 1933-1 de febrero de 2009) fue un atleta finlandés especializado en la prueba de salto con pértiga, en la que consiguió ser medallista de bronce europeo en 1962.

## Carrera deportiva
En el Campeonato Europeo de Atletismo de 1962 ganó la medalla de bronce en el salto con pértiga, con un salto por encima de 4.60 metros, siendo superado por su paisano finlandés Pentti Nikula que con 4.80 m batió el récord de los campeonatos, y por el checoslovaco Rudolf Tomášek (plata también con 4.60 m pero en menos intentos).